# Eccardo di Mâcon
Eccardo, Ecchard in francese, Eccard in catalano e Heccardus in latino (810 circa – 8 aprile 877), fu Conte di Chalon, dall'863, Conte di Mâcon, dall'870, e Conte di Autun, dall'872 alla sua morte.

## Origine
Secondo il proprio testamento (documento n° XXV del Recueil des chartes de l'abbaye de Saint-Benoît-sur-Loire, datato gennaio 876), Eccardo era figlio del Conte di Autun, Childebrando III, e della moglie Dunna, di cui non si conoscono gli ascendenti.

Sia secondo LES FAMILLES NOBLES DU ROYAUME, DU DUCHÉ ET DU COMTÉ DE BOURGOGNE ET DE FRANCHE-COMTÉ : LES COMTES D'AUTUN, che secondo la Histoire du Duché de Bourgogne, du VIIIème au XIVème siècle, Childebrando III era figlio di Nibelungo II e di Berta, figlia del Conte di Autun, Teodorico I e di Alda o Aldana, figlia di Carlo Martello e probabilmente di Rotrude di Treviri.

## Biografia
Non si conosce l'anno esatto della morte di suo padre, Childebrando III, che si presume nell'832, anno in cui, secondo il documento n° VII delle Instrumenta ecclesiae Eduensis della Gallia christiana, in provincias ecclesiasticas distributa, Volume 4 Childebrando (Childebramnus comes), fece una donazione sul letto di morte.

Comunque, nell'836, suo padre era già morto, in quanto il re d'Aquitania, Pipino I, gli concedeva la signoria di Perrecy, come ci viene confermato da La famille des Nibelungen Les comtes d'Autun au IXe siècle.
Secondo il Pippini I Aquitaniae regis, nell'838, il re Pipino I (Pippinus ordinante divinae gratia Majestatis Aquitanorum Rex) concedette a Eccardo (fidelem nostrum, Heccardum) una proprietà ( nostrae proprietatis in pago Augustidunense in agro Patriciacense).

La stessa proprietà venne poi confermata a Eccardo (fideli nostro Ecchardo), l'anno successivo (839), dall'imperatore, Ludovico il Pio (Hludovvicus divina repropitiantie clementia imperator augustus), col documento n° CCXI (Pro Ecchardo fideli suo) del Recueil des historiens des Gaules et de la France. Tome 6.
Secondo gli Annales Bertiniani, Eccardo venne fatto prigioniero all'assedio di Tolosa, nell'844, difesa da Bernardo di Settimania.
Dopo che Vulfado era divenuto vescovo di Bourges, nell'866, Eccardo (Vulfaldum episcopum et Heccardum comitem) sostenne una disputa col vescovo riguardante la signoria di Perrecy, come da documento n° XXIV del Recueil des chartes de l'abbaye de Saint-Benoît-sur-Loire.
Nel gennaio 876, Eccardo fece testamento, come riportato nel documento n° XXV del Recueil des chartes de l'abbaye de Saint-Benoît-sur-Loire.
Sempre nel mese di gennaio dell'876, Eccardo con la seconda moglie, Richilde (Eccardus dono Dei comes et coniunx mea Richeldis) fece una donazione, come riportato nel documento n° XXVII del Recueil des chartes de l'abbaye de Saint-Benoît-sur-Loire.

Nell'intestazione dello stesso documento, Eccardo si definisce conte di Autun, di Macon e di Chalon (Eccardi comitis Augustodunensis, Matisconensis et Cabilonensis).
Eccardo morì nell'877; secondo gli Obituaires de Sens Tome III, Abbaye de Saint-Benoît-sur-Loire morì l'8 aprile, e secondo il Miracula Sancti Benedicti, auctore Aimoini monachi Floriacensis secundus, Liber III, venne sepolto nell'Abbazia di Fleury.

## Matrimoni e discendenza
Eccardo, come conferma nel proprio testamento, aveva sposato, in prime nozze, Albergundis, di cui non si conoscono gli ascendenti, e, in seconde nozze, Richilde, di cui non si conoscono gli ascendenti, come conferma anche La famille des Nibelungen Les comtes d'Autun au IXe siècle, che riporta che Richilde in quell'anno era ancora in vita.

Eccardo non ebbe figli da nessuna delle due mogli.

### Fonti primarie
- (LA)  Monumenta Germanica Historica, Scriptores, tomus primus.
- (LA)  Recueil des historiens des Gaules et de la France. Tome 6.
- (LA)  #ES Gallia christiana, in provincias ecclesiasticas distributa, Volume 4.
- (LA)  Recueil des chartes de l'abbaye de Saint-Benoît-sur-Loire.
- (LA)  Les miracles de Saint Benoît.
- (LA)  Obituaires de la province de Sens. Tome 3.

### Letteratura storiografica
- (FR)  Histoire du Duché de Bourgogne du VIIIème au XIVème siècle.
- (FR)  La famille des Nibelungen Les comtes d'Autun au IXe siècle.